# Týnecká rotunda
Týnecká rotunda este o arie protejată (arie specială de conservare — SAC, sit de importanță comunitară — SCI) din Republica Cehă întinsă pe o suprafață de 0,01 ha, integral pe uscat.

## Localizare
Centrul sitului Týnecká rotunda este situat la coordonatele 49°49′50″N 14°35′34″E / 49.830556°N 14.592778°E.

## Înființare
Situl Týnecká rotunda a fost declarat sit de importanță comunitară în aprilie 2005 pentru a proteja 1 specie de animale. Situl a fost protejat și ca arie specială de conservare în iulie 2012.

## Biodiversitate
Situată în ecoregiunea continentală, aria protejată nu include niciun habitat protejat.
La baza desemnării sitului se află o specie protejată de  mamifere: liliac comun (Myotis myotis).